# Alchemilla boleslai
Alchemilla boleslai é uma espécie de rosácea do gênero Alchemilla, pertencente à família Rosaceae.